# ران کریسپ
ران کریسپ (انگلیسی: Ron Crisp؛ زادهٔ ۲۴ سپتامبر ۱۹۳۸) بازیکن فوتبال اهل بریتانیا است.
از باشگاه‌هایی که در آن بازی کرده‌است می‌توان به باشگاه فوتبال دالیچ هملت، باشگاه فوتبال ادینگتون، باشگاه فوتبال لوتون تاون، باشگاه فوتبال برنتفورد، باشگاه فوتبال واتفورد، و باشگاه فوتبال لیتون اورینت اشاره کرد.